# 深州直隸州
深州直隸州，清代直隸省的直隸州。

深州在直隶省的位置（1820年）

评价：簡。隸清河道。明屬真定府。領縣一。雍正二年（1724年）升，以正定之武強縣、饒陽縣、安平縣來隸。衡水縣還屬正定府。領縣三：武強縣、饒陽縣、安平縣。